# Atractus gaigeae
Atractus gaigeae – gatunek węża z rodziny połozowatych (Colubridae), występujący endemicznie w Ekwadorze.

## Systematyka
Takson ten po raz pierwszy zgodnie z zasadami nazewnictwa binominalnego opisał w 1955 roku amerykański zoolog Jay M. Savage na łamach „Proceedings of the Biological Society of Washington” na podstawie siedmiu okazów ze wschodniego Ekwadoru. Holotyp to dorosły samiec o oznaczeniu UMMZ 82887 zebrany przez Clarence’a Altenberga i Bancrofta G. Buttlera w 1935 roku; miejsce typowe to prowincja Santiago-Zamora (obecnie Zamora-Chinchipe) w Ekwadorze, jednak dokładnej lokalizacji nie podano. Sześć paratypów (cztery samce i dwie samice) złowiono w prowincjach Pastaza i Napo. Savage zauważył ponadto, że gatunek ten częściowo opisał już w 1883 roku francuski zoolog M.F. Bocourt jako Rabdosoma maculatum, bowiem jeden z dwóch zbadanych i opisanych przez tego autora okazów typowych (samiec z kolekcji Muzeum Historii Naturalnej w Berlinie) był w rzeczywistości Atractus gaigeae. W 1894 roku brytyjski zoolog Boulenger doszedł do błędnego wniosku, że samica opisana przez Bocourta to Atractus badius, zaś samca z muzeum berlińskiego zaliczył do nowo opisanego przez siebie gatunku Atractus bocourti.
Atractus gaigeae wraz z Atractus collaris i Atractus alphonsehogei tworzą kompleks gatunków.

### Etymologia
- Atractus: gr. ατρακτος atraktos „wrzeciono, strzała”[8].
- gaigeae: na cześć Helen Thompson Gaige (1890–1976), amerykańskiej herpetolog z Uniwersytetu w Michigan[2].

## Występowanie
Gatunek ten występuje w Amazonii we wschodnim Ekwadorze w zakresie wysokości 186–972 m n.p.m. Preferuje lasy deszczowe. Prowadzi głównie nocny tryb życia, w ciągu dnia ukrywa się pod kłodami drzew, kamieniami lub w miękkiej ziemi. Dieta Atractus gaigeae obejmuje dżdżownice.

## Morfologia
Jest to małej wielkości wąż o małej głowie, której szerokość jest podobna do szerokości szyi, i małych oczach. Górne części ciała są jednolicie brązowe z jaśniejszym niepełnym paskiem na karku oraz pięcioma podłużnymi ciemniejszymi liniami. Brzuch ma kolor kremowy z dwoma ciemniejszymi podłużnymi liniami. Jest podobny do Atractus collaris.
Wymiary:
|                        | Samiec  | Samica  |
| Długość całkowita (mm) | 300     | 338     |
| Długość SVL (mm)       | 266     | 312     |
| Łuski brzuszne         | 187–198 | 207–213 |
| Tarczki podogonowe     | 23–28   | 33–40   |

## Status
W Czerwonej księdze gatunków zagrożonych IUCN Atractus gaigeae jest klasyfikowany jako gatunek najmniejszej troski (LC, ang. Least Concern).